# 中和镇 (盐津县)
中和镇，是中华人民共和国云南省昭通市盐津县下辖的一个镇。

## 行政区划
中和镇下辖以下地区：
艾田社区、清河社区、中和村、赵溪村、中堡村、天宁村、大浩村、艾田村和核桃村。